# Susann Goksør Bjerkrheim
Susann Goksør Bjerkrheim (* 7. Juli 1970 in Oslo, Norwegen, geborene Susann Goksør) ist eine ehemalige norwegische Handballspielerin.

## Karriere
Susann Goksør Bjerkrheim begann das Handballspielen im Alter von elf Jahren bei Bækkelagets SK, wo sie mit 15 Jahren ihr Debüt in der Damenmannschaft gab. Mit Bækkelaget gewann sie 1994 und 1997 die Norgesmesterskap, den norwegischen Pokalwettbewerb. Weiterhin stand die Rückraumspielerin 1994 im Finale des Euro-City-Cups sowie ein Jahr später im Finale des EHF-Pokals. Nach der Saison 1996/97 wechselte sie zu Nordstrand IF. Im Oktober 2000 musste sie auf Anraten ihres Arztes die Karriere beenden. 2008 kehrte sie nochmals auf das Spielfeld zurück und bestritt drei Spiele für Nordstrand.
Susann Goksør Bjerkrheim bestritt anfangs 20 Länderspiele für die norwegische Jugendnationalmannschaft, für die sie 74 Treffer erzielte. Am 17. Juni 1987 gab sie ihr Debüt in der norwegischen A-Nationalmannschaft. Mit Norwegen nahm die Rechtshänderin an den Olympischen Spielen 1992, 1996 sowie 2000 teil, wobei sie 1992 die Silbermedaille und 2000 die Bronzemedaille gewann. Weitere Turnierteilnahmen waren die Weltmeisterschaften 1990, 1993, 1995, 1997 und 1999 sowie die Europameisterschaften 1994 und 1996. Hierbei errang sie bei der WM 1999 die Goldmedaille, bei der EM 1996 und WM 1997 die Silbermedaille sowie bei der WM 1993 und EM 1994 die Bronzemedaille. Beim Titelgewinn der Norwegerinnen bei der Europameisterschaft 1998 musste sie aufgrund einer Kreuzbandverletzung pausieren. Mit insgesamt 296 Länderspielen war Susann Goksør Bjerkrheim über viele Jahre Rekordnationalspielerin Norwegens und wurde erst am 30. November 2014 von Karoline Dyhre Breivang überholt.

## Privates
Susann Goksør Bjerkrheim ist mit dem ehemaligen Handballspieler Svein Erik Bjerkrheim verheiratet. Das Paar hat zwei gemeinsame Kinder. Im Jahr 2020 nahm sie an der ersten Staffel der norwegischen Musikshow Maskorama teil. Sie schied dabei in der ersten Folge aus.